# Castello di La Crête
Das Castello di La Crête ist eine Höhenburg neben der Pfarrkirche der Siedlung Doues am Beginn des Valpelline, einem Seitental des Aostatals. Heute ist die Burg in ein ländliches Wohnhaus umgewandelt und nicht öffentlich zugänglich. An die frühere Funktion erinnert noch der zylindrische Turm. Die Burg ist mit dem Diploma dei Castelli d’Italia, Nr. DCI-AO043, anerkannt.

## Geschichte
Das Baujahr der Burg ist nicht bekannt. Die ersten Dokumente über die Burg stammen von 1543, dem Jahr, in dem Nicolas de La Crête einen Teil des Gebietes von Allein und das Lehen von Doues erwarb, die bis heute zur Schlossvogtei Quart und zum Mandat der Tornalla gehört. Die Burg wurde von Graf Charles-le-Bon gegen 1500 italienische Goldscudos abgetreten. Derselbe Graf vergab 1551 die Schlossvogtei Quart an den Markgrafen Charles-François de Balbis, der die Macht erlangte, das Lehen von Doues von den La Crêtes zu erlösen, auch wenn er sich entschied, sie nicht zu nutzen. Nicolas de La Crête vererbte die Burg an seinen Sohn, Aimé Gaspard.
Die Familie La Crête behielt daher die Herrschaft über die Burg und das Lehen von Doues und das Gebiet von Allein; ihr bekanntestes Familienmitglied war der Baron Jean-François de La Crête, Vetter von Aimé Gaspard de La Crête und Premierminister von Emanuel Philibert und Karl Emanuel I. Die Tochter von Jean-François de La Crête, Philiberte, heiratete den Markgrafen Adalberto Pallavicini aus der Adelsfamilie Pallavicini, während der Baron 1574 vom Erben der De Balbis und neuen Herrn von Quart, Jules-Phèbe, den Verzicht und die Übertragung des Erlösungsrechtes auf die Burg mit einigen Klauseln 1574 und definitiv unbegrenzt 1581 erhielt. Der Baron löste an dieser Stelle die Burg von seinem Vetter Aimé Gaspard de la Crête ein und vereinigte unter seiner Herrschaft die Burg und die Herrschaft von Doues und Allein. Nach dem Tod von Jean-François de La Crête 1588 erbte die Markgrafen Pallavicini die Burg.